# Karate-Weltmeisterschaften 2018
Die Karate-Weltmeisterschaften 2018 fanden vom 5. bis 9. November 2018 in Madrid, Spanien statt. An den 24. Weltmeisterschaften nahmen insgesamt 1117 Karateka aus 140 Ländern teil. Veranstaltungsort war das WiZink Center.

## Medaillen

### Herren
| Disziplin         | Gold                   | Silber            | Bronze               |
| ----------------- | ---------------------- | ----------------- | -------------------- |
| Kata Herren       | Ryo Kiyuna             | Damián Quintero   | Ali Sofuoğlu         |
| Kata Herren       | Ryo Kiyuna             | Damián Quintero   | Mattia Busato        |
| Kata Team         | Japan                  | Spanien           | Iran                 |
| Kata Team         | Japan                  | Spanien           | Italien              |
| Kumite bis 60 kg  | Angelo Crescenzo       | Naoto Sagō        | Darkhan Assadilov    |
| Kumite bis 60 kg  | Angelo Crescenzo       | Naoto Sagō        | Abdessalam Ameknassi |
| Kumite bis 67 kg  | Steven Da Costa        | Vinicius Figueira | Camilo Velozo        |
| Kumite bis 67 kg  | Steven Da Costa        | Vinicius Figueira | Hamoon Derafshipour  |
| Kumite bis 75 kg  | Bahman Asgari Ghoncheh | Luigi Busa        | Rəfael Ağayev        |
| Kumite bis 75 kg  | Bahman Asgari Ghoncheh | Luigi Busa        | Ken Nishimura        |
| Kumite bis 84 kg  | Ivan Kvesic            | Valeri Chobotar   | Zabiollah Poorshab   |
| Kumite bis 84 kg  | Ivan Kvesic            | Valeri Chobotar   | Uğur Aktaş           |
| Kumite über 84 kg | Jonathan Horne         | Sajjad Ganjzadeh  | Babacar Seck Sakho   |
| Kumite über 84 kg | Jonathan Horne         | Sajjad Ganjzadeh  | Alparslan Yamanoğlu  |
| Team              | Iran                   | Türkei            | Japan                |
| Team              | Iran                   | Türkei            | Italien              |

### Damen
| Event             | Gold               | Silber            | Bronze              |
| ----------------- | ------------------ | ----------------- | ------------------- |
| Kata Damen        | Sandra Sánchez     | Kiyou Shimizu     | Grace Lau           |
| Kata Damen        | Sandra Sánchez     | Kiyou Shimizu     | Viviana Bottaro     |
| Kata Team         | Japan              | Spanien           | Italien             |
| Kata Team         | Japan              | Spanien           | Türkei              |
| Kumite bis 50 kg  | Miho Miyahara      | Serap Özçelik     | Bettina Plank       |
| Kumite bis 50 kg  | Miho Miyahara      | Serap Özçelik     | Sara Bahmanyar      |
| Kumite bis 55 kg  | Dorota Banaszczyk  | Jana Bitsch       | Wen Tzu-yun         |
| Kumite bis 55 kg  | Dorota Banaszczyk  | Jana Bitsch       | Iwet Goranowa       |
| Kumite bis 61 kg  | Jovana Preković    | Yin Xiaoyan       | Bitssam Sadini      |
| Kumite bis 61 kg  | Jovana Preković    | Yin Xiaoyan       | Giana Farouk        |
| Kumite bis 68 kg  | Irina Zaretska     | Wiktorija Isajewa | Lamya Matoub        |
| Kumite bis 68 kg  | Irina Zaretska     | Wiktorija Isajewa | Miroslava Kopunova  |
| Kumite über 68 kg | Eleni Chatziliadou | Ayumi Uekusa      | Shymaa Abouel Yazed |
| Kumite über 68 kg | Eleni Chatziliadou | Ayumi Uekusa      | Hana Antunovic      |
| Team              | Frankreich         | Japan             | Spanien             |
| Team              | Frankreich         | Japan             | Ägypten             |

## Medaillenspiegel
| Rang  | Land                | Gold | Silber | Bronze | Gesamt |
| ----- | ------------------- | ---- | ------ | ------ | ------ |
| 1     | Japan               | 4    | 2      | 2      | 8      |
| 2     | Iran                | 2    | 1      | 4      | 7      |
| 3     | Frankreich          | 2    | 0      | 0      | 2      |
| 4     | Spanien             | 1    | 3      | 2      | 6      |
| 5     | Italien             | 1    | 1      | 5      | 7      |
| 6     | Deutschland         | 1    | 1      | 0      | 2      |
| 7     | Aserbaidschan       | 1    | 0      | 1      | 2      |
| 8     | Serbien             | 1    | 0      | 0      | 1      |
| 8     | Kroatien            | 1    | 0      | 0      | 1      |
| 8     | Polen               | 1    | 0      | 0      | 1      |
| 8     | Griechenland        | 1    | 0      | 0      | 1      |
| 12    | Türkei              | 0    | 2      | 4      | 6      |
| 13    | Russland            | 0    | 1      | 0      | 1      |
| 13    | Ukraine             | 0    | 1      | 0      | 1      |
| 13    | Volksrepublik China | 0    | 1      | 0      | 1      |
| 13    | Brasilien           | 0    | 1      | 0      | 1      |
| 17    | Ägypten             | 0    | 0      | 3      | 3      |
| 18    | Marokko             | 0    | 0      | 2      | 2      |
| 19    | Kasachstan          | 0    | 0      | 1      | 1      |
| 19    | Slowakei            | 0    | 0      | 1      | 1      |
| 19    | Österreich          | 0    | 0      | 1      | 1      |
| 19    | Chile               | 0    | 0      | 1      | 1      |
| 19    | Bulgarien           | 0    | 0      | 1      | 1      |
| 19    | Schweden            | 0    | 0      | 1      | 1      |
| 19    | Algerien            | 0    | 0      | 1      | 1      |
| 19    | Chinesisch Taipeh   | 0    | 0      | 1      | 1      |
| 19    | Hongkong            | 0    | 0      | 1      | 1      |
| Total | Total               | 16   | 16     | 32     | 64     |